# Радзиванович, Владимир Александрович
Владзимир Александрович Радзиванович (пол. Włodzimierz (Władimir) Radziwanowicz; 1 января 1903, Санкт-Петербург — 12 октября 1957, Москва) — советский и польский военачальник, генерал-майор, генерал бригады Народного Войска Польского.

## Биография
Родился 1 января 1903 года в Санкт-Петербурге в богатой польской семье.
Окончил гимназию, вступил в молодёжный красногвардейский отряд Финской красной гвардии в Выборгском районе Петрограда. С марта 1918 года в рядах РККА, участник Гражданской войны на стороне красных. Окончил курсы командиров кавалерии в Елизаветградской школе кавалерии в 1919 году. Трижды был ранен во время войны. С 1921 года заместитель начальника школы кавалерии, позже командир отдельного кавалерийского эскадрона, начальник штаба полка кавалерии и начальник штаба бригады. Служил в пограничных войсках в 1929—1936 годах.
В январе 1937 года Радзиванович уволился в запас в связи с массовыми репрессиями в командном составе РККА. Поступил в Литературный институт имени А. М. Горького и окончил там переводческий факультет. Владел семью языками: немецким, английским, французским, итальянским, испанским, шведским и турецким. Перевёл ряд ценных книг по военной истории французских и английских авторов и некоторые произведения художественной литературы.
После начала Великой Отечественной войны вернулся в РККА в звании подполковника. Назначен помощником начальника штаба полка кавалерии на Ленинградском фронте. С декабря 1941 года начальник штаба полка, с января 1942 года командир полка. Весной 1942 года ранен в бою. С 1943 года командир 13-й гвардейской механизированной бригады в составе 2-го Сталинградского механизированного корпуса, воевавшей на Южном фронте; также командовал 17-й лыжной бригадой в Сталинградской битве.
В том же 1943 году Радзиванович прибыл в расположение формировавшегося Народного Войска Польского и занял должность заместителя командира 1-й Варшавской пехотной дивизии, с сентября 1943 года начальник штаба 1-го корпуса Польских вооружённых сил в СССР. 23 октября 1943 года произведён в полковники, в декабре снова переведён на должность заместителя командира 1-й дивизии. С 1 апреля 1944 года командир 1-й Варшавской отдельной кавалерийской бригады, участник сражений на Вале-Поморском.
В мае 1945 года назначен командиром 7-го Люблинского военного округа. 27 сентября того же года возглавил 1-ю Варшавскую кавалерийскую дивизию. 14 декабря решением Президиума Государственного народного совета ПНР произведён в генералы бригады. В январе 1947 года вернулся в СССР и возглавил кафедру иностранных языков Ленинградского военного педагогического института Советской Армии, где работал там до июля 1952 года.
Радзиванович является автором воспоминаний о своей службе в Войске Польском «Под польским орлом», посвящённых участию Войска Польского в Великой Отечественной войне и освобождении Польши от немецко-фашистских захватчиков. Однако он не дожил до публикации своей книги, скончавшись 12 октября 1957 года. Книгу выпустили только в 1959 году, уже после его кончины.

## Награды
СССР
- Орден Красного Знамени (дважды)
- Орден Красной Звезды (дважды)
- Медаль «За оборону Москвы»
- Медаль «За оборону Сталинграда»
- Медаль «За освобождение Варшавы»
- Медаль «За взятие Берлина»
- Медаль «За победу над Германией в Великой Отечественной войны 1941-1945 гг.»
- Партизанский знак
- Знак Финской Красной Гвардии

Польша
- Орден Virtuti Militari (1945)
- Командорский крест Ордена возрождения Польши (1945)
- Золотой крест Заслуги (1946)
- Медаль «За Одру, Нису и Балтику»